# Брок, Айзек
Сэр Айзек Брок KB (англ. Isaac Brock; 6 октября 1769, Сент-Питер-Порт, Гернси — 13 октября 1812, Куинстон-Хайтс, Верхняя Канада, ныне Онтарио) — офицер британской армии, участник Наполеоновских войн и Англо-американской войны, лейтенант-губернатор Верхней Канады. Погиб в битве на Куинстонских высотах, отражая попытку американских войск вторгнуться в Канаду через реку Ниагара, и посмертно удостоен неофициального почётного титула «спаситель Канады».

## Биография

### Первые годы жизни
Айзек Брок был восьмым сыном Джона Брока и Элизабет де Лайл, родившимся в Сент-Питер-Порте (Гернси) 6 октября 1769 года. Род Броков проживал в Сент-Питер-Порте как минимум с 1563 года, когда в первых приходских книгах уже появляется имя Филипа Брока. У родителей Айзека было в общей сложности десять сыновей и четыре дочери. Мальчик рос, как и его братья, высоким и крепким и был развит не по годам, отличаясь при этом, как сообщает его первый биограф, необычайно мягким характером. Начальное образование Айзек получил на Гернси, где считался лучшим боксёром и пловцом в школе, в десять лет был отправлен в школу в Саутгемптоне, а затем на год отправился в Роттердам для обучения французскому языку.
2 марта 1785 года, в возрасте 15 лет, родители купили Айзеку Броку чин энсина в 8-м пехотном полку (вакансия образовалась в результате повышения по службе ряда офицеров полка, начиная со старшего брата Айзека, произведённого из лейтенантов в капитаны). Первые годы службы Айзек провёл в Англии, дослужившись в 1790 году до лейтенантского звания; в эти годы он уделял много времени завершению своего образования. Уже в 1790 году он приобрёл капитанский чин в одной из новых рот британской армии, в которую вербовал солдат на Гернси и Джерси, а оттуда перевёлся в 49-й Хертфордширский пехотный полк, где стал капитаном в июне 1791 года.
В составе 49-го полка Брок нёс службу вначале на Барбадосе, а позже на Ямайке. Ко времени службы в Вест-Индии относится эпизод, который биографы рассматривают как свидетельство присущих Броку храбрости и целеустремлённости. Вскоре после его прибытия в 49-й полк его вызвал на дуэль известный в полку бретёр. Брок выбрал в качестве оружия пистолеты, но, будучи человеком крупного телосложения, потребовал стреляться не на 12 шагах, а через платок, то есть фактически с нулевого расстояния. На таких условиях его соперник стреляться отказался и вскоре с позором покинул полк. В 1793 году Брок вернулся с Ямайки в Англию на лечение; биограф сообщает, что в это время один из офицеров полка умер от лихорадки, а сам Брок выжил лишь благодаря заботам слуги, к которому он после этого до самой смерти относился, «как к брату». После возвращения в Англию ему был поручен набор рекрутов на Гернси. С новыми солдатами Брок присоединился к 49-му полку после того, как часть прибыла в Англию в июле 1796 года, уже в звании майора. В 1797 году он получил чин подполковника и к концу года стал командиром 49-го полка, который достался ему от предшественника настолько плохо организованным, что перед тем стоял выбор: продать чин или предстать перед военным трибуналом. Сам Брок в качестве командира полка не только показал себя способным военным администратором и сторонником дисциплины, но и сумел завоевать доверие и любовь солдат. Это, в частности, проявилось позже, в первое возвращение Брока в полк после отлучки: солдаты, недовольные действиями его заместителя Роджера Шиффа, радостно приветствовали возвращение командира, за что тот распёк их и отправил на неделю в казармы, так как не хотел популярности за счёт других офицеров.

### Наполеоновские войны

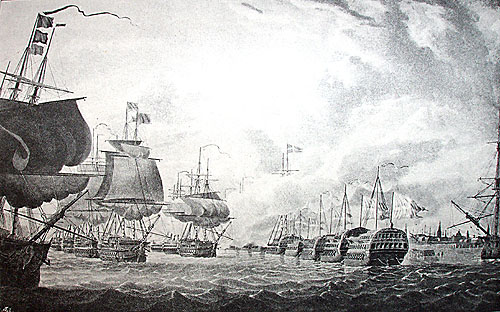
Копенгагенское сражение, гравюра 1897 года

В августе 1799 года 49-й полк был включён в состав военной экспедиции в Северную Голландию, где Брок впервые за карьеру побывал в бою под командой генерал-майора Джона Мура. Бригада Мура высадилась в Ден-Хелдере 27 августа, сломив слабое сопротивление местных сил, и 10 сентября отразила французскую атаку практически без участия лишь недавно доукомплектованного 49-го полка. Однако в октябре в сражении при Эгмонд-ан-Зе полк Брока принял активное участие, потеряв 30 солдат убитыми, 50 ранеными и 30 пропавшими без вести из общего числа, не превышавшего 391 человека. Сам Брок был легко ранен: пуля пробила навылет два толстых шейных платка — хлопчатобумажный и шёлковый, — прикрывавшие шею подполковника, а сила удара выбила его из седла. Через несколько дней в другом сражении, в котором 49-й полк не участвовал, английские войска понесли тяжёлые потери и вскоре покинули Голландию. В 1801 году полк Брока составил основу экспедиционных сил, направленных в Данию, однако общее командование было поручено не ему, а подполковнику Уильяму Стюарту. Хотя планируемый сухопутный штурм Копенгагена не состоялся, 49-й полк принял участие в Копенгагенском сражении между британским флотом с одной стороны и датским флотом и береговой артиллерией с другой, потеряв 13 человек убитыми и 41 раненым. Сам Брок провёл сражение на борту корабля «Ganges».

### Назначение в североамериканские колонии
В июне 1802 года 49-й полк был направлен в Британскую Северную Америку, куда прибыл в последней декаде августа. Полк перезимовал в Монреале, а весной 1803 года передислоцировался в Верхнюю Канаду (ныне провинция Онтарио). Штаб-квартира Брока расположилась в Йорке (в настоящее время Торонто). Часть полка под командованием младшего подполковника Шиффа была расквартирована в Форт-Джордже (ныне Ниагара-он-те-Лейк). Вскоре перед Броком встала проблема борьбы с дезертирством. Ему удалось перехватить нескольких солдат, пытавшихся дезертировать в США. В том же году ему удалось положить конец заговору нескольких унтер-офицеров из гарнизона Форт-Джорджа, которые планировали убить Шиффа, арестовать других офицеров гарнизона и бежать в США. Брок, получивший известия о готовящемся мятеже, лично командовал арестом заговорщиков. Семеро из дезертиров и заговорщиков были приговорены позже к расстрелу военным трибуналом. Во время суда несколько из заговорщиков заявили, что даже не думали бы о мятеже, если бы продолжали оставаться не под началом Шиффа, а под командой самого Брока.

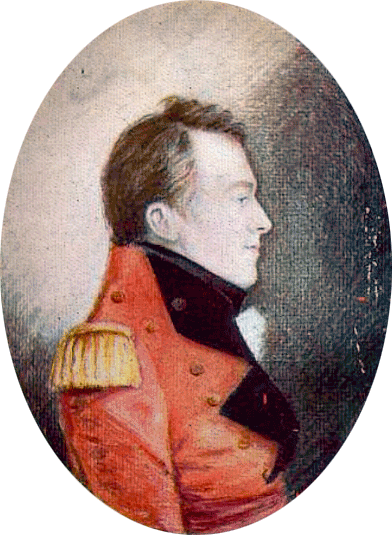
Полковник Айзек Брок, пастель, ок. 1808—1809, автор Берси, Уильям

В 1805 году Айзек Брок был произведён в полковники. Вскоре после этого он вернулся в Англию на побывку, но прервал отпуск, когда пошли слухи о предстоящей войне с Соединёнными Штатами, и в сентябре 1806 года прибыл снова в Британскую Северную Америку, где временно принял под своё командование все британские войска в этом регионе. Он занимал пост командующего до прибытия в Нижнюю Канаду (в настоящее время провинция Квебек) генерал-губернатора Д. Г. Крэйга.
Находясь в Нижней Канаде, Брок начал подготовку к войне. По его рекомендации части, расположенные на границе с США, были укомплектованы надёжными солдатами с большим опытом службы, целью чего было предотвращение дезертирства. Под руководством Брока был дополнительно укреплён город Квебек, а батарея из 8 тяжёлых орудий размещена в цитадели времён американской Войны за независимость, контролирующей южный берег реки Святого Лаврентия на подступах к городу. По его приказу речной и озёрный транспортный флот Канады был поставлен под контроль армии и с этого момента претерпевал изменения, которые должны были позволить ему в случае необходимости участвовать в боевых действиях. Через шесть лет британский речной флот установил контроль над Великими озёрами на первом этапе Англо-американской войны, что позволило отстоять Верхнюю Канаду от полномасштабного американского вторжения. Однако эти и другие меры по укреплению обороноспособности североамериканских провинций были причиной конфликтов Брока с местными гражданскими властями.
После прибытия Крейга Брок был произведён им в бригадиры, а несколько позже это звание было подтверждено метрополией. Брок был назначен главой военной администрации Монреаля, но вскоре вернулся в Квебек, где оставался до июля 1810 года, когда получил назначение в Верхнюю Канаду. Он оставался командующим британскими войсками Верхней Канады до самой смерти. В 1811 году Брок был произведён в генерал-майоры. С октября того же года он исполнял обязанности лейтенант-губернатора Верхней Канады, поскольку занимавший этот пост Фрэнсис Гор отбыл в Англию, откуда не вернулся до конца войны.
Брок несколько раз просил о переводе на главный театр военных действий в Европе, но угроза американского вторжения и восстания франкофонов в Нижней Канаде не позволили этому случиться, так что, наконец, в начале 1812 года уже он сам отказался от такого перевода, когда тот был ему предложен. В 1811 году он занял у брата-банкира 3000 фунтов стерлингов, чтобы приобрести снаряжение для своего полка; этот долг ему пришлось выплачивать из собственного кармана, отдавая всё своё гражданское жалованье лейтенант-губернатора. В это же время он добился от законодателей Верхней Канады согласия на формирование добровольческого ополчения, по два взвода в каждой роте которого должны были проходить регулярные учения по шесть дней в месяц без выплаты жалованья. Однако большинство его планов по-прежнему наталкивались на непонимание законодателей и отклонялись большинством голосов. Он даже связывал сопротивление гражданских властей его планам с большим влиянием переселенцев из США, во множестве проживавших в это время в Британской Северной Америке, и призывал к принятию мер, поощряющих переезд в колонии, в особенности в Верхнюю Канаду, истинных подданных британской короны.

### Англо-американская война
18 июня 1812 года Соединённые Штаты Америки объявили Великобритании войну. К этому моменту в Верхней Канаде находилось 1500 солдат регулярных войск британской армии, причём некоторые части не были пригодны к боевым действиям. Основу боеспособных частей составляли 41-й пехотный полк и одна рота артиллерии. Сразу после получения известий об объявлении войны Брок с подкреплениями направился из Йорка к Ниагаре, но по рекомендации генерал-губернатора Дж. Прево и ввиду слабости британского контингента (значительную часть которого составляли ополченцы, уже после первой недели ожидания начавшие проявлять недовольство) в первое время не предпринимал решительных действий. Имевшиеся в его распоряжении регулярные силы были распределены по четырём гарнизонам: 400 человек в Форт-Эри, 300 в Форт-Чиппава (ныне в черте города Ниагара-Фоллс), 300 в Куинстоне (ныне часть города Ниагара-он-те-Лейк) и 500 в Форт-Джордже (ныне также в составе Ниагара-он-те-Лейк).
12 июля американские войска во главе с бригадиром Уильямом Халлом вторглись в британские владения со стороны реки Детройт. Канадская милиция, защищавшая границу, была деморализована, началось массовое дезертирство. Брок распространил прокламацию, обещающую помощь метрополии даже в том случае, если провинция будет оккупирована американцами. Однако он столкнулся с сопротивлением местной законодательной ассамблеи, не желавшей перехода на военное положение. Несмотря на численное превосходство противника, Брок принял решение о переходе в наступление.
17 июля небольшой британский отряд на лодках добрался до американского форта на острове Мичилимакинак, контролировавшем переход из озера Гурон в озеро Мичиган, и захватил его. Последовал ряд стычек между американцами с одной стороны и британцами с их индейскими союзниками с другой, перехватывавшими американские транспорты и курьеров как на суше, так и на водных путях. В руки британской стороны попала в том числе и личная переписка американского командующего. В итоге Халл, опасавшийся быть отрезанным от своих тылов, 8 августа отступил за реку, где занялся укреплением Форт-Детройта. Собрав около 300 человек (солдат и добровольцев), Брок 13 августа достиг форта Амхерстберг на британском берегу реки Детройт. В общей сложности Брок располагал на этот момент 1300 солдатами, ополченцами и воинами союзных индейских племён, тогда как на стороне Халла в Форт-Детройте было 2000 человек (по оценкам самого Брока, не менее 2500). Войдя в оставленный американцами форт Сандвич, Брок завязал артиллерийскую дуэль с обладавшим более мощными пушками Форт-Детройтом, оказавшуюся безрезультатной для обеих сторон, и 15 августа пересёк реку, чтобы атаковать противника, но Халл сдал город без боя. Британцы захватили пленными весь личный состав отряда Халла, 35 орудий и армейские магазины (Брок использовал свою долю трофеев для погашения долгов своей семьи в Англии). Возможно, решение Халла было продиктовано опасением, что в сражении примут участие воины союзных британцам индейских племён, так как к этому моменту Брок установил тесные дружеские связи с вождём шони Текумсе, с которым они в знак союза обменялись кушаками, и с военным вождём мохоков Джоном Нортоном. Брок, знавший об этих страхах, в письме Халлу намекал на то, что после начала боя он не сможет удержать индейцев от зверств, хотя на самом деле их поведение в течение кампании постоянно оставалось достойным.

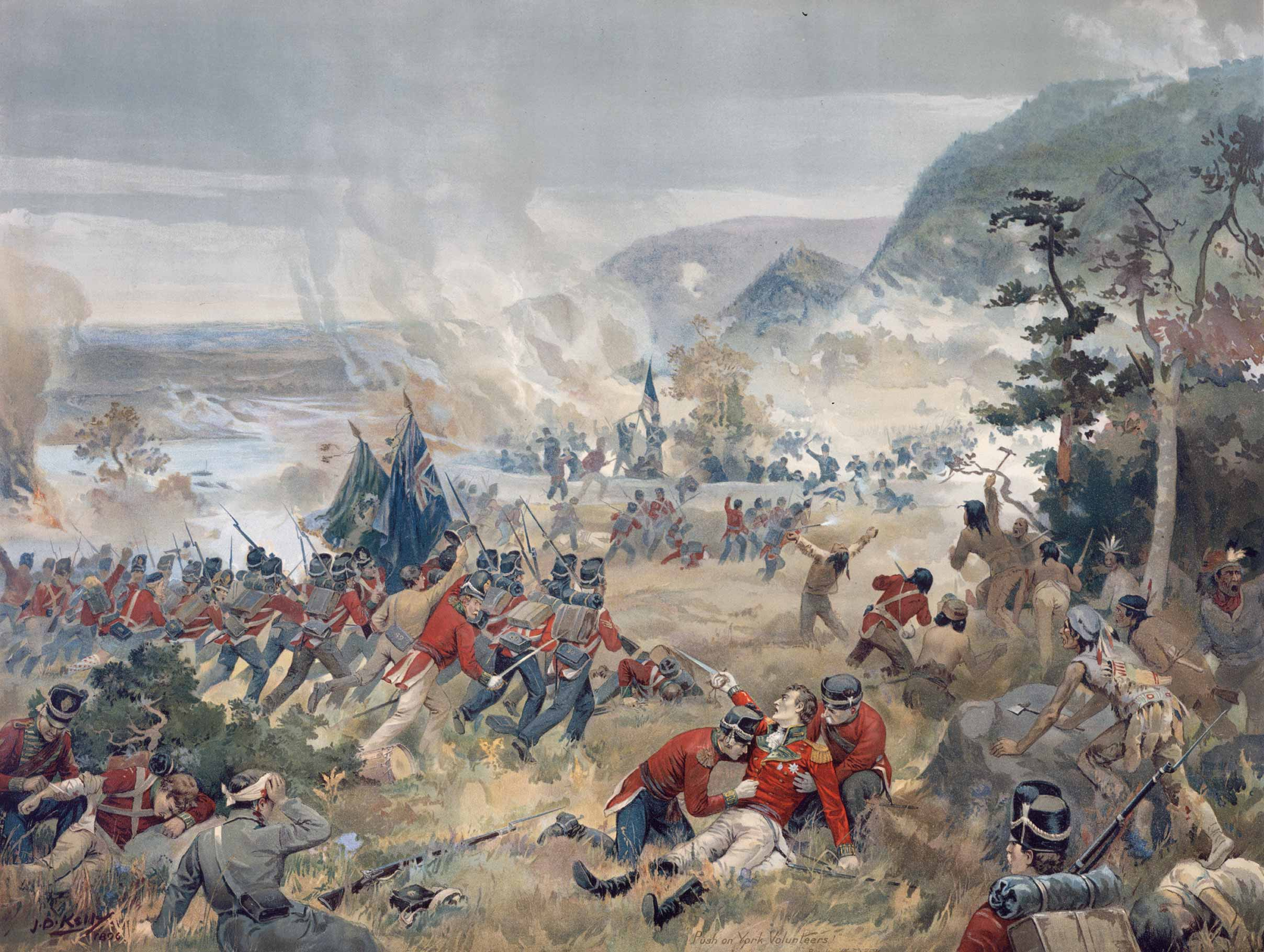
«Битва при Куинстон-Хайтс», художник Д. Д. Келли, 1896. На переднем плане — умирающий генерал Брок

После захвата Детройта Брок планировал развить наступление на участке от Буффало до форта Ниагара и завершить его уничтожением американского арсенала в Саккетс-Харборе (на южном берегу озера Онтарио). Однако почти сразу же после первого успеха он получил известие о том, что генерал-губернатор Превост заключил перемирие с американской стороной. Таким образом, его руки были связаны, и план атаки на Саккетс-Харбор остался неосуществлённым. Теперь Броку предстояло решить задачу обороны длинной границы вдоль Ниагары имевшимися малыми силами против сконцентрированных на противоположном берегу Ниагары 6300 солдат (2600 из них ополченцы) и 400 воинов племени сенека под командованием генерала Стивена ван Ренсселера. Американский удар мог быть нанесён в любом месте, хотя к 12 октября уже имелась информация, что целью американцев будет Куинстон, где расположились части 49-го пехотного полка.
Американцы начали наступление 13 октября, и Брок поскакал к месту боя в сопровождении одних только адъютантов Макдонелла и Глегга. За ним последовали части 3-го батальона милиции из Йорка. К моменту прибытия Брока к месту сражения после семи миль скачки в сумерках по размытой дождями дороге продвижение противника было остановлено. Однако бой продолжался, и всего через час после появления Брока на поле боя вражеский огонь был сосредоточен на нём, поскольку он выделялся среди подчинённых ростом (более 190 сантиметров) и формой. Вражеская пуля попала ему в сердце в тот момент, когда он посылал в атаку йоркских добровольцев. Бой за Куинстон в конечном счёте был выигран генерал-майором Шиффом, подоспевшим на место с артиллерией и частями 41-го пехотного полка, а также индейцами под командованием Джона Нортона. В общей сложности около 950 американских солдат и офицеров были захвачены в плен, включая бригадира Уодсворта; ещё 90 американцев были убиты и 100 ранены, тогда как общие потери британцев и союзных индейцев, по их данным, составили 16 человек убитыми и 69 ранеными.
Айзек Брок был похоронен в Форт-Джордже 16 октября. В его честь был дан общий салют британскими и американскими войсками. Он погиб неженатым, в возрасте 43 лет, не узнав, что за четыре дня до этого принц-регент произвёл его в рыцари ордена Бани.

## Посмертное признание
Уже в 1812 году в честь генерала Брока был назван город Броквилл в Онтарио (бывший Элизабеттаун). В 1813 году провинциальное законодательное собрание Верхней Канады обратилось к принцу-регенту с прошением о том, чтобы в память о заслугах Айзека Брока его родным были выделены земли в Британской Северной Америке. Прошение было удовлетворено, и четыре остававшихся к этому времени в живых брата Айзека получили в общее владение 12 тысяч акров земли в четырёх разных районах Верхней Канады; большая часть выделенных земель находилась в районе поселения Уэст-Фламборо (ныне часть города Гамильтон). Этот дар пришёлся для Броков, постоянно испытывавших финансовые затруднения, как нельзя кстати. Поскольку Айзек Брок умер бездетным, щитодержатели, добавляемые к родовым гербам рыцарей ордена Бани, были указом принца-регента добавлены к гербам потомков его покойного отца.
В том же году по решению британского парламента в соборе св. Павла в Лондоне был установлен памятник-барельеф Айзеку Броку — «человеку, ценой своей жизни защитившему то, что ценой своей жизни завоевал Вольф». Памятник работы Ричарда Уэстмакотта установлен в западном деамбулатории южного трансепта собора. Британское правительство также распорядилось отчеканить памятную медаль с портретом Брока и надписью «Детройт», которая вручалась участникам сражений при Детройте. В ходе войны в Британской Северной Америке были отчеканены медные полупенсовые монеты, изображавшие лавровый венок и погребальную урну, с текстом «Сэр Айзек Брок, герой Верхней Канады» (англ. Sir Isaac Brock, Hero of Upper Canada).
Через несколько лет после гибели Айзека Брока правительственная комиссия, занимавшаяся вопросом установки памятника ему на канадской земле, обратилась к членам его семьи с вопросом о том, каким бы они хотели видеть этот памятник. Предложенный проект представлял собой бронзовую статую высотой 2,5 метра на гранитном пьедестале, на который будут нанесены барельефы, изображающие его военные победы. Общая высота предлагаемого памятника составляла более 6 метров, заказать его планировалось автору барельефа в соборе св. Павла Уэтмакотту, а его стоимость, включая перевозку в Канаду, должна была дойти до 2500 фунтов. Цена показалась комиссии завышенной, и в итоге был выбран альтернативный проект архитектора Фрэнсиса Холла, представлявший собой тосканскую колонну стоимостью 2200 фунтов. Колонна была воздвигнута в 1824 году на Куинстон-Хайтс, месте гибели Брока и подполковника Макдонелла, убитого в том же бою, а их прах перезахоронен рядом с ней. В 1840 году, однако, колонна была повреждена взрывом порохового заряда; эту диверсию, вероятно, совершил некий Бенджамин Летт, один из лидеров антибританских повстанческих сил в районе Ниагары. В тот же год было принято решение об установке на Куинстон-Хайтс нового памятника. Новая, триумфальная колонна по проекту архитектора Уильяма Томаса, увенчанная каменной фигурой Брока почти пятиметровой высоты, была заложена в 1853 году, и останки Брока и Макдонелла были перезахоронены под ней в годовщину сражения при Куинстоне. Строительство нового монумента завершилось в 1859 году.
В ознаменование столетия гибели генерала ему был открыт памятник в Броквилле. Позже, в 2006 году, ещё один памятник Броку был включён в комплекс Мемориала Доблестных в Оттаве. Мемориальные доски в память о Броке установлены на доме, где он родился, и в приходской церкви Сент-Питер-Порта на Гернси.
Памятники Айзеку Броку
Помимо Броквилла, в честь Айзека Брока назван посёлок Брок в Онтарио (впоследствии включённый в муниципальные границы города Дарем в составе Большого Торонто). В 1964 году открылся Университет Брока в городе Сент-Катаринс, расположенном невдалеке от места, где погиб Айзек Брок. Девизом университета стало латинское слово «Surgite!» — перевод слова «Вперёд!», согласно распространённой легенде, бывшего последним произнесённым Броком перед смертью. В 2015 году на территории университета воздвигнут памятник Броку высотой 4,5 метра работы канадского скульптора Данека Моздзенски.
На протяжении двух веков были изданы несколько биографий Айзека Брока, начиная с книги его племянника Фердинанда Брока-Таппера, впервые вышедшей в 1845 году. Почтовые ведомства Гернси и Канады выпустили в его честь памятные марки. Одна из четырёх 25-центовых монет, выпущенных Канадским монетным двором к двухсотлетию войны 1812 года, посвящена Броку. Канадский монетный двор также выпустил тиражом 1000 экземпляров золотую монету достоинством 350 долларов, дизайн которой основан на посвящённых Броку полупенсовых монетах времён войны, и тиражом 10 тысяч экземпляров — серебряную монету достоинством 4 доллара.